# ملکه رینگ
ملکه رینگ (انگلیسی: Queen of the Ring) یک فیلم درام ورزشی و زندگی‌نامه‌ای آمریکایی محصول سال ۲۰۲۴ به نویسندگی و کارگردانی اش آویلدسن است. این فیلم دربارهٔ میلدرد برک است و امیلی بت ریکاردز، جاش لوکاس، کلی برگلند و والتون گاگینز در این فیلم بازی می‌کنند.
فیلمبرداری در لویی‌ویل، کنتاکی انجام شد. در ژوئیه ۲۰۲۳، فیلم برای ادامه فیلمبرداری در اعتصاب اعتصابات ۲۰۲۳ سگ-افترا در سال ۲۰۲۳ معافیت دریافت کرد.

## بازیگران
- امیلی بت ریکاردز
- جاش لوکاس
- تایلر پوزی
- فرانچسکا ایستوود
- ماری اوجروپولوس
- دبورا آن ول
- کارا بونو
- آدام دموس
- مارتین کووا
- کلی برگلند
- داماریس لوئیس
- گاوین کازالگنو
- والتون گاگینز

## انتشار
ملکه رینگ برای اولین بار در جشنواره بین‌المللی فیلم بوفالو در ۱۵ اکتبر ۲۰۲۴ به نمایش درآمد. این فیلم در ۷ مارس ۲۰۲۵ توسط Sumerian Pictures در سینماهای ایالات متحده اکران شد.